# Chalton, Hampshire
Chalton är en by i civil parish Clanfield, i distriktet East Hampshire, i grevskapet Hampshire i England. Byn är belägen 8 km från Petersfield. Chalton var en civil parish fram till 1932 när blev den en del av Clanfield och Rowlands Castle. Civil parish hade 158 invånare år 1931. Byn nämndes i Domedagsboken (Domesday Book) år 1086, och kallades då Ceptune.